# Tông Rau kem
Tông Rau kem hay tông Điếu đăng hoa (danh pháp khoa học: Ceropegieae) là một tông thực vật có hoa trong phân họ Asclepiadoideae của họ Apocynaceae.

## Phân loại
Tông này gồm 47-49 chi, chia ra thành các phân tông như sau:
- Anisotominae: 5 chi.
- Heterostemminae: 1 chi (Heterostemma – dị hùng).
- Leptadeniinae: 4 chi.
- Stapeliinae: 37-39 chi.

## Phát sinh chủng loài
Cây phát sinh chủng loài trong phạm vi tông Ceropegieae dưới đây dựa theo Meve và ctv. (2017).
|  | Leptadeniinae                                                |
|  |                                                              |
|  | \| \| Anisotominae \| \| \| \| \| \| Stapeliinae \| \| \| \| |
|  |                                                              |
|  | Anisotominae                                                 |
|  |                                                              |
|  | Stapeliinae                                                  |
|  |                                                              |

|  | Anisotominae |
|  |              |
|  | Stapeliinae  |
|  |              |

|  | Leptadeniinae                                                |
|  |                                                              |
|  | \| \| Anisotominae \| \| \| \| \| \| Stapeliinae \| \| \| \| |
|  |                                                              |
|  | Anisotominae                                                 |
|  |                                                              |
|  | Stapeliinae                                                  |
|  |                                                              |

|  | Anisotominae |
|  |              |
|  | Stapeliinae  |
|  |              |